# Jacqueline Meirelles
Jacqueline Meirelles (Cuiabá, MT, ngày 15 tháng 4 năm 1963) là một người mẫu Brazil, cựu người dẫn chương trình truyền hình và Hoa hậu Universo Brasil 1987. Bà là đại biểu đầu tiên của Liên bang Distrito, giành chiến thắng một mùa giải của cuộc thi này kể từ khi khánh thành thành phố, vào ngày 21 tháng 4 năm 1960. Hiện tại, bà làm việc như một nhà thiết kế trang sức, quản lý và nhà từ thiện.

## Thời thơ ấu
Là con gái đầu của một luật sư sinh ra ở bang Ceará và là người quản lý từ Minas Gerais, Jacqueline chuyển đến Distrito Federal vào lúc bảy tháng tuổi. Trước cuộc bầu cử của bà tại cuộc thi Hoa hậu Liên bang Hoa Kỳ, vào tháng 3 năm 1987, bà làm việc trong một ngân hàng địa phương với tư cách là một nhân viên tiếp tân và kết hợp công việc đó với sự nghiệp người mẫu của mình.

## Hoa hậu Brazil giành chiến thắng
Vào tháng 3 năm 1987, Jacqueline đã đánh bại 15 thí sinh khác trong một cuộc thi cấp quận để phát sóng cuộc thi Hoa hậu Brazil, được tổ chức vào ngày 4 tháng 4 trên Anhembi Hội nghị Pallace và được phát sóng toàn quốc trên SBT.

## Sự nghiệp truyền hình
Sau khi đăng quang, Jacqueline được mời tham gia một vai diễn trong chương trình hài kịch nổi tiếng A Praça é Nossa, do Carlos Alberto de Nóbrega tổ chức và sản xuất sau khi ông rời khỏi Rede Bandeirantes, nơi ông tổ chức một chương trình có tên là Praça Brasil. Đồng thời, tân Hoa hậu Brazil đã sẵn sàng cho cuộc thi Hoa hậu Hoàn vũ 1987, được tổ chức tại Singapore vào ngày 26 tháng 5 và cũng được phát sóng bởi SBT và, trên toàn thế giới, bởi mạng CBS có trụ sở tại Mỹ.
Meirelles đã giành giải thưởng Trang phục dân tộc của cuộc thi. Đó là cuộc thi sắc đẹp cuối cùng của đất nước cho đến khi SBT hủy bỏ cuộc thi Hoa hậu Brazil 1990. Sau đó, cuộc thi sắc đẹp phải đối mặt với sự thiếu quan tâm của khán giả trong thập kỷ tiếp theo.
Sau khi triều đại của bà kết thúc vào năm 1988, Jacqueline đã tổ chức một buổi chiếu phim thứ tư hàng tuần trên SBT được xem nhiều nhất có tên là Cinema em Casa. Năm 1989, bà chuyển đến Rede Manchete, nơi đóng vai trò đồng chủ nhà của phụ nữ ban ngày cho thấy Mulher 90 với một MTV Brasil VJ tương lai, Astrid Fontenelle.
Bà cũng đóng vai trò là một cô gái bán hàng cho các chương trình do Gugu Liberato tổ chức và được mời bởi chương trình thường xuyên hàng tuần Hebe Camargo, cả hai được phát sóng trên SBT. Trên TV Gazeta, xuất hiện thường xuyên trong chương trình ban ngày Mulheres.
Năm 1995, Meirelles là người dẫn chương trình được tổ chức với tên gọi Vivendo com Classe (Sống cùng lớp), nơi bà trình diễn những chiếc ô tô tinh xảo và các tính năng hiện đại của chúng.

## Sự nghiệp người mẫu
Jacqueline bắt đầu với tư cách là một người mẫu chuyên nghiệp trong một cơ quan không còn hoạt động Jet Set, và kể từ năm 1991, bà là độc quyền cho công ty L'Equipe có trụ sở tại São Paulo.
Bà xuất hiện trên trang bìa của một số tạp chí như Nova, Cláudia, Minha và Mãe. Cũng đã tham gia vào các chiến dịch quảng cáo và quảng cáo truyền hình cho Bradesco, SunBlock, Banco Nacional, Ponto Frio, Itaú, IBM, Avon, Hotel Sofitel, Gelol, Brastemp, trung tâm mua sắm Jardim Sul, Banco do Brasil, Rexona, Palmolive và những hoạt động khác.

## Sự nghiệp âm nhạc
Vào cuối những năm 1980, Jacqueline là một giọng ca chính cho ban nhạc Grafitte. Do Plano Collor đóng băng tài sản tư nhân và tác động tiêu cực đến nền kinh tế Brazil, ban nhạc đã tan rã vào năm 1990.